# Campo di variazione
In statistica, il campo di variazione è il più semplice indice di variabilità ed è dato dalla differenza tra il valore massimo di una distribuzione ed il valore minimo. Esso può essere definito anche come intervallo di variabilità o gamma.
Tale concetto venne introdotto per la prima volta con il nome di range (estensione, intervallo, assortimento) da Karl Pearson nel 1892, durante una delle sue prime Gresham lectures sulla statistica.

## Definizione
Se l'oggetto della rilevazione è un carattere quantitativo, le diverse modalità rilevate possono essere ordinate. Ad esempio, se si osservano le modalità:
{\displaystyle x_{1}=185,x_{2}=165,x_{3}=170,x_{4}=182,x_{5}=155}
per il carattere "statura" su cinque unità, le stesse vengono ordinate come segue:
{\displaystyle x_{(1)}=155,x_{(2)}=165,x_{(3)}=170,x_{(4)}=182,x_{(5)}=185}
dove la notazione x(i) indica che si tratta dell'i-esimo elemento nell'insieme ordinato delle modalità rilevate.
Il campo di variazione non è altro che la differenza tra il valore massimo ed il valore minimo; se le modalità rilevate sono k:
{\displaystyle W=x_{(k)}-x_{(1)}}
Nel caso dei cinque valori sopra proposti come esempio, W = 185-155 = 30.

## Utilizzo
Il campo di variazione viene usato spesso per verificare che non vi siano modalità che cadano oltre limiti prefissati. Ad esempio, se una lavorazione industriale produce oggetti la cui lunghezza, secondo le specifiche, deve essere compresa tra un massimo ed un minimo, un campo di variazione superiore alla differenza tra essi è sicuro indice di problemi nel processo produttivo.
In generale, tuttavia, non è un buon indice di variabilità in quanto risente di eventuali valori anomali che possono essere tali perché influenzati da fattori eccezionali. Ad esempio, se si vuole sintetizzare la variabilità delle piogge in una data località nel corso di un anno, il campo di variazione terrebbe conto anche di un'unica eccezionale pioggia di particolare intensità. Si preferiscono quindi indicatori più "robusti" nei confronti di valori anomali, quali la differenza interquartile.